# Gare de Settara
La gare de Settara est une gare ferroviaire algérienne située sur le territoire de la commune de Settara, dans la wilaya de Jijel.

## Situation ferroviaire
La gare est située au nord-est de la ville de Settara, sur la ligne de Ramdane Djamel à Jijel. Elle est précédée de la gare de Aïn Kechra et suivie de celle d'El Milia.

## Service des voyageurs

### Desserte
La gare de Settara est desservie par les trains régionaux de la liaison Constantine - Jijel,.